# Movimenti incoerenti vol. 1
Movimenti incoerenti vol. 1 pubblicato nel marzo del 2005, è un Extended Play del dj italiano Gigi D'Agostino.

## Tracce
Edizioni musicali Media Songs.
1. Luca Noise – Pinocchio – 5:45 (Fiorenzo Carpi; edizioni musicali C.A.M. Srl)
2. Dottor Dag – Saltarén – 4:07 (edizioni musicali Media Songs, Pensieri Elettronici)
3. Dottor Dag – Medicina Naturale (Anticojonitico Mix) – 4:31 (edizioni musicali Media Songs, Pensieri Elettronici)

Durata totale: 14:23